# Gloria Soberón Chávez
Gloria Soberón Chávez (Ciudad de México, 20 de abril de 1957) es una científica mexicana experta en genética molecular de bacterias.
Es investigadora en el departamento de Biología Molecular y Biotecnología del Instituto de Investigaciones Biomédicas de la Universidad Nacional Autónoma de México. Fungió como directora del mismo Instituto (2007-2011), como coordinadora de Estudios de Posgrado de la UNAM (2011-2014), y como directora general de Vinculación de la Coordinación de Innovación y Desarrollo de la UNAM. Fue secretaria adjunta de la mesa directiva de la Academia Nacional de Medicina de México (2015-2016) y representante del Sistema Nacional de Investigadores (SNI) en la mesa directiva del Foro Consultivo Científico y Tecnológico. Forma parte del Sistema Nacional de Investigadores.
Es hija del exrector de la UNAM, Guillermo Soberón Acevedo.

## Trayectoria
Formó parte de la segunda generación de la Licenciatura en Investigación Biomédica Básica de la Universidad Nacional Autónoma de México. Estudió la maestría y el doctorado en Investigación Biomédica Básica en la misma universidad. Fue investigadora del Instituto de Biotecnolgía entre 1983 y 2002, y de 2003 a la fecha es investigadora del Instituto de Investigaciones Biomédicas de la UNAM. Ha realizado estancias de investigación en el Reino Unido y en España.

### Líneas de investigación
Su trabajo se enfoca en el estudio genética molecular de las bacterias Pseudomonas aeruginosa y Azotobacter vinelandii.